# Ceramida

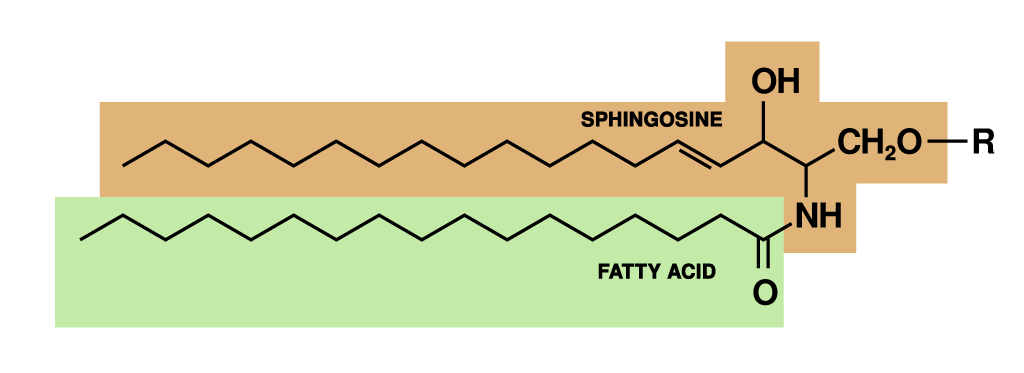
Estructura química general de los esfingolípidos. Si el radical (R) es H, tenemos la ceramida; si es fosfato unido a colina, esfingomielina; si son monosacáridos u oligosacáridos, glucoesfingolípidos.

Las ceramidas son una familia de lípidos . Una ceramida se compone de un ácido graso unido mediante un enlace amida a una esfingosina, un alcohol insaturado de 18 carbonos. Es la molécula base de los esfingolípidos, muy abundantes en la bicapa lipídica de las membranas celulares.
Durante años se pensó que el papel de los esfingolípidos y por extensión de las ceramidas en la bicapa lipídica era puramente estructural. Más tarde se descubrió que esto no es del todo cierto, pues se sabe que los esfingolípidos de la superficie celular pueden actuar como moléculas de reconocimiento o señalización celular. Entre las funciones de señalización celular mejor conocidas de las ceramidas se encuentran la regulación de la diferenciación celular, la proliferación celular y de la apoptosis.

## Síntesis
Hay tres principales vías para la síntesis de ceramidas. La vía de la esfingomielinasa una enzima para romper la esfingomielina de la membrana celular liberando moléculas de ceramida. La vía «de novo» sintetiza la ceramida a partir de moléculas menos complejas. La generación de ceramida también puede tener lugar mediante la rotura completa de esfingolípidos complejos que en última instancia se dividen en dos esfingosinas, que son recicladas entonces para formar ceramida. Esta última vía es conocida como la vía de rescate.

### Hidrólisis de la esfingomielina
La hidrólisis de la esfingomielina se cataliza mediante la enzima esfingomielinasa. Debido a que la esfingomielina es una de los cuatro fosfolípidos comunes encontrados en la membrana plasmática de las células, el resultado de este método para generar ceramida es que la membrana celular se convierte en el objetivo de señales extracelulares que programan la muerte celular. Algunas investigaciones han sugerido que cuando la radiación ionizante causa la apoptosis en algunas células, la radiación está activando a la esfingomielinasa de la membrana y, en última instancia, la generación de ceramida.

### De novo
La síntesis «de novo» de la ceramida comienza con la condensación del palmitato y la serina para formar 3-oxo-dihidroesfingosina. Esta reacción se cataliza con la enzima serina C-palmitoiltransferasa y es la limitante de esta vía. Sucesivamente, 3-oxo-dihidroesfingosina es reducido a dihidroesfingosina, la cual es entonces seguida por la acilación por la enzima (dihidro) ceramida sintasa para producir dihidroceramida. La reacción final para producir ceramida es catalizada por la dihidroceramida desaturasa. 
La síntesis «de novo» de la ceramida tiene lugar en el retículo endoplasmático. La ceramida es entonces transportada al aparato de Golgi bien mediante vesículas o bien mediante la proteína de transferencia de ceramidas (CERT). Una vez en el aparato de Golgi, la ceramida puede ser usada como base para producir esfingolípidos, como la esfingomielina o los glucoesfingolípidos.

### Vía de rescate
La degradación de los esfingolípidos tiene lugar en los endosomas y lisosomas. En el caso de los glucoesfingolípidos, las exohidrolasas, actuando en un pH ácido óptimo, causan la separación uno a uno de los monosacáridos desde el final de la cadena de oligosacáridos, hasta la generación de ceramidas mientras la esfingomielina se convierte en ceramida gracias a la esfingomielinasa. La ceramida puede ser aún hidrolizada para formar esfingosina y un ácido graso libre, los cuales ambos pueden abandonar el lisosoma, en contraste con la ceramida. 
Las bases de cadena largas esfingoides liberadas del lisosoma pueden entonces volver a la vía para la síntesis de ceramida y/o esfingosina-1-fosfato. La vía de rescate, reutiliza las bases de cadena largas esfingoides para formar ceramida mediante la acción de la ceramida sintasa. Así, los miembros de la familia de la ceramida sintasa probablemente atrapan esfingosina libre liberada del lisosoma en la superficie del retículo endoplasmático o en las membranas asociadas del retículo endoplasmático. Debe notarse también que se ha estimado que la vía de rescate contribuye a la biosíntesis de esfingolípidos en un porcentaje del 50 al 90%.

## Principales derivados
- Las esfingomielinas son sus derivados más comunes, en las cuales el grupo hidroxilo primario de la ceramida se halla esterificado por fosfato que, a su vez, está también esterificado con el aminoalcohol colina; son los únicos esfingolípidos que contienen fósforo.

- Los glucoesfingolípidos o simplemente glucolípidos son otros importantes derivados de la ceramida. No contienen fósforo, sino un glúcido (monosacáridos u oligosacáridos) unido al grupo hidroxilo primario de la ceramida por un enlace glucosídico.

## Donde se encuentra
Se encuentra de manera natural en la piel, membranas celulares.